# ابراتحادیه ملی

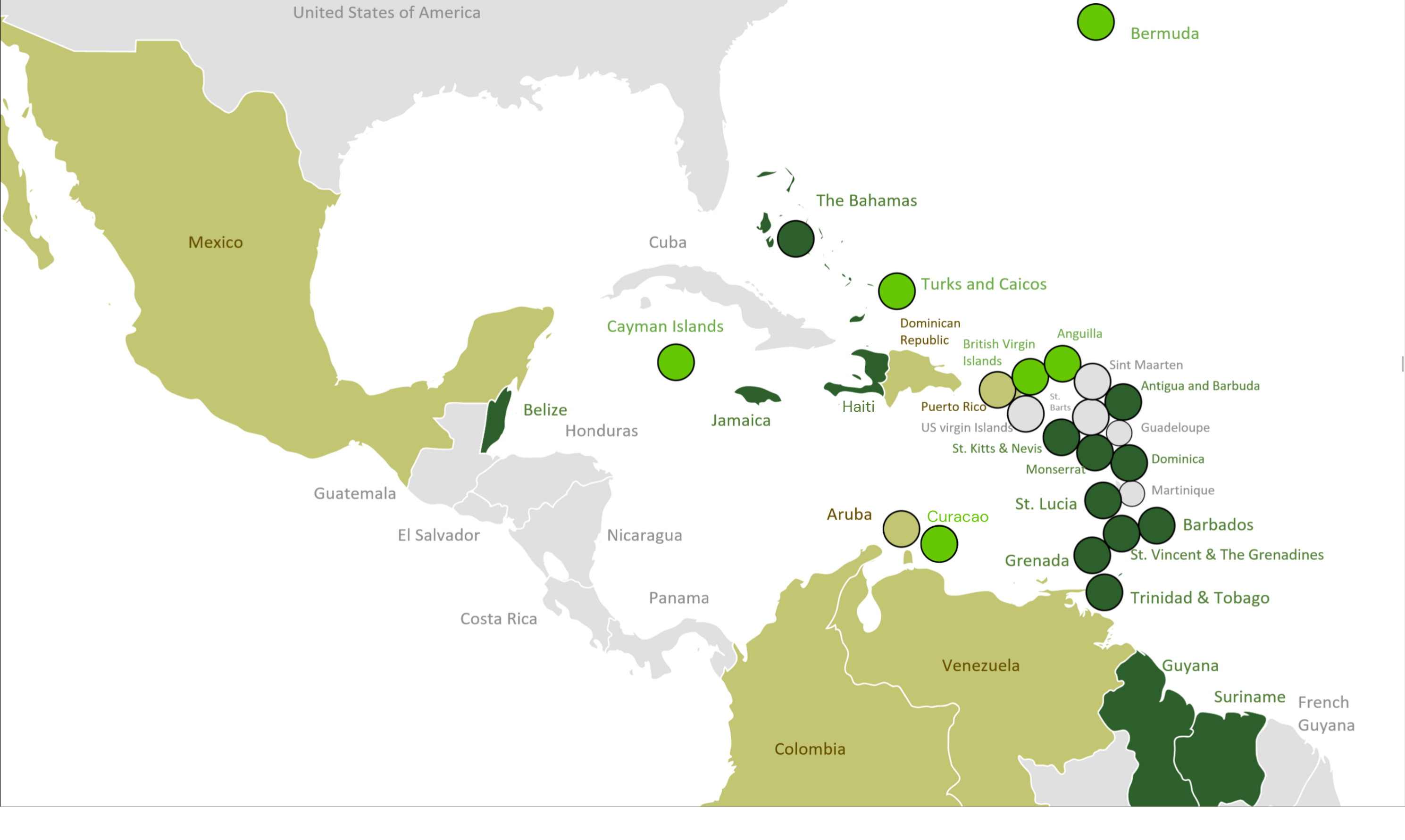
نقشه ایالت های کاریکام

ابراتحادیه ملی (انگلیسی: Supranational union) نوعی اتحادیهٔ سیاسی چند ملیتی است که در آن قدرت مذاکره از طرف دولت‌های کشورهای عضو به یک اختیار تفویض می‌شود.
این اصطلاح گاه برای توصیف اتحادیه اروپا (EU) به عنوان نوع جدیدی از موجودیت سیاسی استفاده می‌شود. این تنها نهادی است که انتخابات بین‌المللی مردمی را پیش‌بینی می‌کند، فراتر از سطح ادغام سیاسی است که معمولاً با معاهدات بین‌المللی ارائه می‌شود.
اصطلاح «فراملی» گاهی به معنای آزاد، تعریف نشده در سایر زمینه‌ها مانند جایگزین بین‌المللی، فراملی یا جهانی استفاده می‌شود.
روش دیگر تصمیم‌گیری در سازمان‌های بین‌المللی، دولت گرایی بین دولتی است که در آن دولت‌های ایالتی نقش پررنگ تری دارند.

## مبدأ به عنوان یک مفهوم حقوقی
پس از انداختن بمب‌های اتمی به هیروشیما و ناگازاکی در اوت ۱۹۴۵، آلبرت انیشتین در اواخر دههٔ ۱۹۴۰ مکرراً به نفع سازمانی «فوق ملی» برای کنترل همهٔ نیروهای نظامی به جز نیروهای پلیس محلی، از جمله سلاح هسته‌ای، سخن می‌گفت و می‌نوشت. او بر این باور بود که این می‌تواند با ایالات متحده، بریتانیا و اتحاد جماهیر شوروی آغاز شود و در دیگر کشورها گسترش یابد و این را تنها راه جلوگیری از جنگ هسته‌ای می‌دانست. وی این ایده را در مقاله‌های نوامبر ۱۹۴۵ و نوامبر ۱۹۴۷ در ماهنامهٔ آتلانتیک بیان کرد که نحوه نگارش اساسنامهٔ چنین سازمانی را توصیف می‌کرد. وی در یک سخنرانی در آوریل ۱۹۴۸ در کارنگی هال بار دیگر تکرار کرد: «تنها یک راه برای صلح و امنیت وجود دارد: راه سازمان فوق ملی»." به لطف شهرت وی، ایده‌های انیشتین در این زمینه بحث و مجادله‌های زیادی ایجاد کرد، اما این پیشنهاد حمایت چندانی در غرب ایجاد نکرد و با خصومت اتحاد جماهیر شوروی روبرو شد.
شورای اروپا با اساسنامه تأسیس خود در سال ۱۹۴۹ و کنوانسیون حقوق بشر و آزادی‌های اساسی که از سال ۱۹۵۳ لازم الاجرا شد، سیستمی مبتنی بر حقوق بشر و حاکمیت قانون ایجاد کرد. روبر شومان، وزیر امور خارجه فرانسه، بحث در مورد دموکراسی فرا ملی را در سخنرانی‌های خود در سازمان ملل، هنگام امضای اساسنامه شورا و در یک سری سخنرانی‌های دیگر در سراسر اروپا و آمریکای شمالی آغاز کرد.
اصطلاح ابراتحادیه ملی (Supranational union) برای اولین بار (دو بار) در معاهده بین‌المللی در معاهده پاریس، ۱۸ آوریل ۱۹۵۱، به‌کار می‌رود. سازمان اروپا. این رابطه بین مرجع عالی یا کمیسیون اروپا و چهار نهاد دیگر را تعریف می‌کند. در این پیمان، آن را به یک مفهوم جدید دموکراتیک و قانونی مربوط می‌شود.